# Thom Tillis
Thomas Roland "Thom" Tillis (Jacksonville, 30 de dezembro de 1960) é um político americano, senador pela Carolina do Norte pelo Partido Republicano.
Tillis foi eleito senador da Carolina do Norte em 4 de novembro de 2014, e assumiu o cargo em 3 de janeiro de 2015.
Tillis também foi o presidente da Câmara de Representantes da Carolina do Norte entre 2011 a 2015.